# 데이브 패럴
데이비드 마이클 패럴 (David Michael Farrell, 1977년 2월 8일 ~ )은 대개 "피닉스"로 잘 알려진 미국의 베이시스트이다. 록 밴드 린킨 파크의 멤버로 활동하고 있다.

## 생애
패럴은 미국 매사추세츠주 플리머스에서 태어났으나 그가 5살 때 캘리포니아주 미션 비에오(Viejo)로 이사갔다. 그는 미션 비에오 고등학교를 다녔다. 그는 캘리포니아주에 위치한 UCLA를 졸업했는데, 이때 밴드 동료 브레드 델슨을 만나게 된다. 그는 베이스 기타, 기타, 첼로와 바이올린을 연주한다. 대개 콘서트에서는 베이스 기타만 연주한다.
패럴은 크리스찬 펑크 록 밴드인 테이스티 스낵스의 멤버였다. 대학을 다닐 때 이 밴드에 몸담고 있었다. 패럴은 델슨과 함께 제로라는 밴드를 시작하고, 후에 린킨 파크로 개명한다. 그리고 후에 테이스티 스낵스는 스낵스로 개명하고, 패럴은 이 밴드에서 린킨 파크에 전념하기 전까지 베이스 기타를 계속 연주했다. 그리고 이 밴드의 동료인 "마크 피오어"(Mark Fiore)는 린킨 파크의 사진작가가 되었다.
패럴은 어머니와 형인 조 (Joe)에게 영향을 받았으며 음악적인 영향은 위저, 비틀즈, 데프톤즈, 더 루츠, 밥 말리, 사라 멕클래클런, 휴지스 & 웨그너와 해러드 & 펑크에게서 받았다고 한다.

## 사생활
그는 2007년 12월 28일 린지 패럴(Linsey Farrell)과 결혼했고, 2007년엔 아빠가 되었다. 그에겐 형 "조"와 동생 "테일러"가 있다.
사람들은 그를 종종 TV 프로그램인 "the Biggest Loser"의 밥 호퍼(Bob Horper)로 착각하기도 한다.

## 사용하는 악기

### 베이스 기타
- Ernie Ball Music Man Stingray basses
- Fender Precision Bass (MTM & Live)

### 앰프
- Ampeg SVT Classic heads
- Ampeg SVT Classic cabinets

### 부속품
- Dean Markley Blue Steel strings
- Dunlop Picks (.88)
- DBX 160 compressor
- Monster cables
- Sans Amp
- Boss pedals
- Whirlwind direct boxes
- Shure wireless